# Izopropanol
Az izopropil-alkohol (vagy izopropanol, 2-propanol, propán-2-ol, INN: isopropanol) a legegyszerűbb szekunder alkohol. Az 1-propanol konstitúciós izomerje. Színtelen, jellegzetes szagú, gyúlékony folyadék. Jól oldódik alkoholban és éterben. Vízzel minden arányban elegyedik, 12,1% víztartalomnál 80.4 °C forráspontú azeotrópos elegyet képez.

## Kémiai tulajdonságai
Az izopropil-alkohol, mint szekunder alkohol, enyhe oxidáció hatására ketonná alakul. Az izopropanol oxidációjakor aceton képződik. Az oxidációt a krómsav vizes vagy jégecetes oldatával végzik.
{\displaystyle \mathrm {CH_{3}{-}CHOH{-}CH_{3}{\xrightarrow {-2\ H}}CH_{3}{-}CO{-}CH_{3}} }

## Előállítása
Az izopropil-alkoholt propilénből állítják elő vízaddícióval. A propilén a kőolaj krakkolásakor keletkező krakkgázok között található. Az előállítása  propilénből kétféleképpen történhet: 70%-os kénsavval 65 °C-on, 25 atm nyomáson vagy közvetlen vízaddícióval 200 °C-on, nagy nyomáson, vanádium-cink-oxid katalizátor jelenlétében.
{\displaystyle \mathrm {CH_{2}{=}CH{-}CH_{3}+H_{2}O\rightarrow CH_{3}{-}CHOH{-}CH_{3}} }
Előállítható az aceton hidrogénezésével, redukciójával is.
{\displaystyle \mathrm {CH_{3}{-}CO{-}CH_{3}{\xrightarrow {+2\ H}}CH_{3}{-}CHOH{-}CH_{3}} }

## Felhasználása
- Az izopropil-alkoholt oldószerként alkalmazzák festékek, lakkok és szappanok gyártásakor.
- A gépkocsik hűtővizének és ablakmosófolyadékának fagyállóvá tételéhez adalék.
- A Meerwein-Ponndorf-Verley redukció redukálószere és oldószere egyben. A reakció során acetonná oxidálódik, amely alacsonyabb forráspontja miatt a jellemzően az izopropanol forráspontján zajló folyamatból kidesztillálódik, eltolva az egyébként reverzibilis folyamatot a redukciós végtermék irányába.
- Ecetsavval észteresítve izopropil-acetát -egy másik oldószer- gyártására használják.
- Elektronikai tisztítószer nyákok tisztítására forrasztáskor.

## Élettani hatása
Elfogyasztva, bőrön át felszívódva, belélegezve is mérgezést okozhat. Kevésbé mérgező, mint a metanol, vagy az etilénglikol. Átlagos testsúlyú embernél (kb. 70 kg)  a toxikus hatása 15 g-nál jelentkezik. A májban acetonná alakul át. Mérgezési tünetek: fejfájás, kábaság, hányinger, hányás, acetonszagú lehelet, nagy mennyiségben eszméletvesztés, kóma.